# Urechis unicinctus
Urechis unicinctus är en djurart som tillhör fylumet skedmaskar, och som först beskrevs av Drasche, R. von 1881.  Urechis unicinctus ingår i släktet Urechis och familjen Urechidae. Inga underarter finns listade i Catalogue of Life.

## Bildgalleri

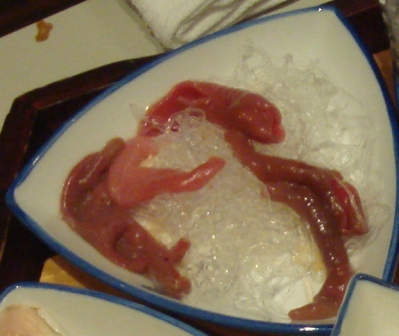
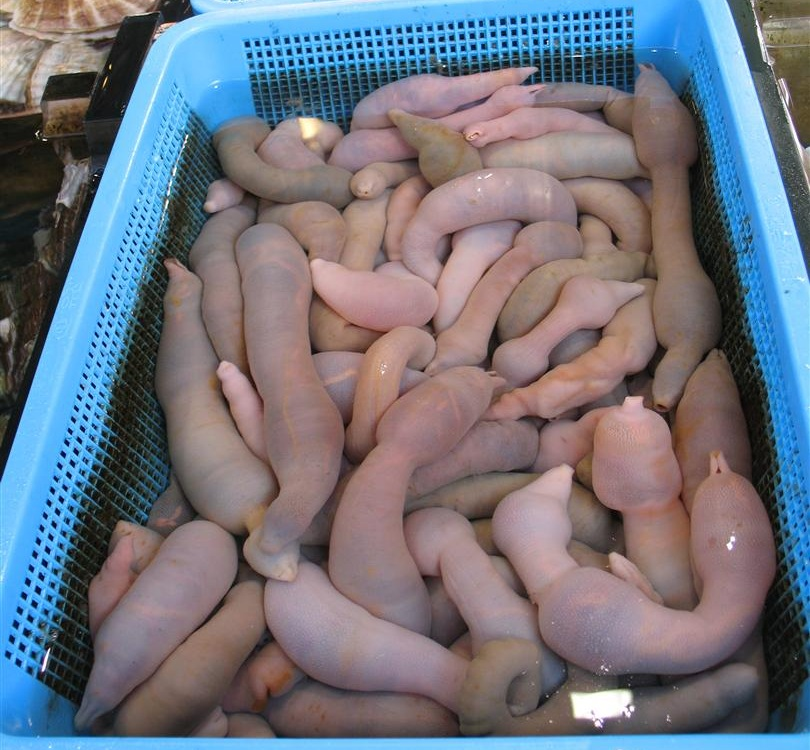
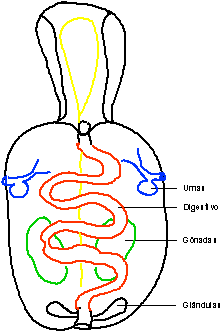
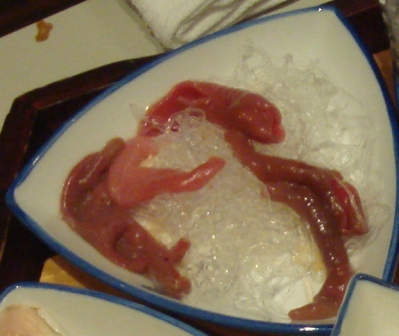